# یواس‌اس هورنت (۱۸۰۵کشتی دودگلی‌سبک وتندرو)
یواس‌اس هورنت (۱۸۰۵کشتی دودگلی‌سبک وتندرو) (به انگلیسی: USS Hornet (1805 brig)) یک کشتی بود که طول آن ۱۰۶ فوت ۹ اینچ (۳۲٫۵ متر) بود. این کشتی در سال ۱۸۰۵ ساخته شد.